# Aurora (nome)
Aurora  è un nome proprio di persona italiano femminile.

## Varianti
- Ipocoristici: Aura

### Varianti in altre lingue
- Finlandese: Aurora[2]
- Francese: Aurore[2]
- Inglese: Aurora[2]
- Latino: Aurora[1]
- Portoghese: Aurora[2]
- Rumeno: Aurora[2]
- Russo: Авро́ра (Avrora)[2]
  - Ipocoristici: Авро́рка (Avrorka), А́ва (Ava), А́pа (Ara), Ро́ра (Rora)[3]
- Spagnolo: Aurora[2]
- Tedesco: Aurora[2]
- Ucraino: Аврора (Avrora)[2]
- Ungherese: Auróra

## Origine e diffusione

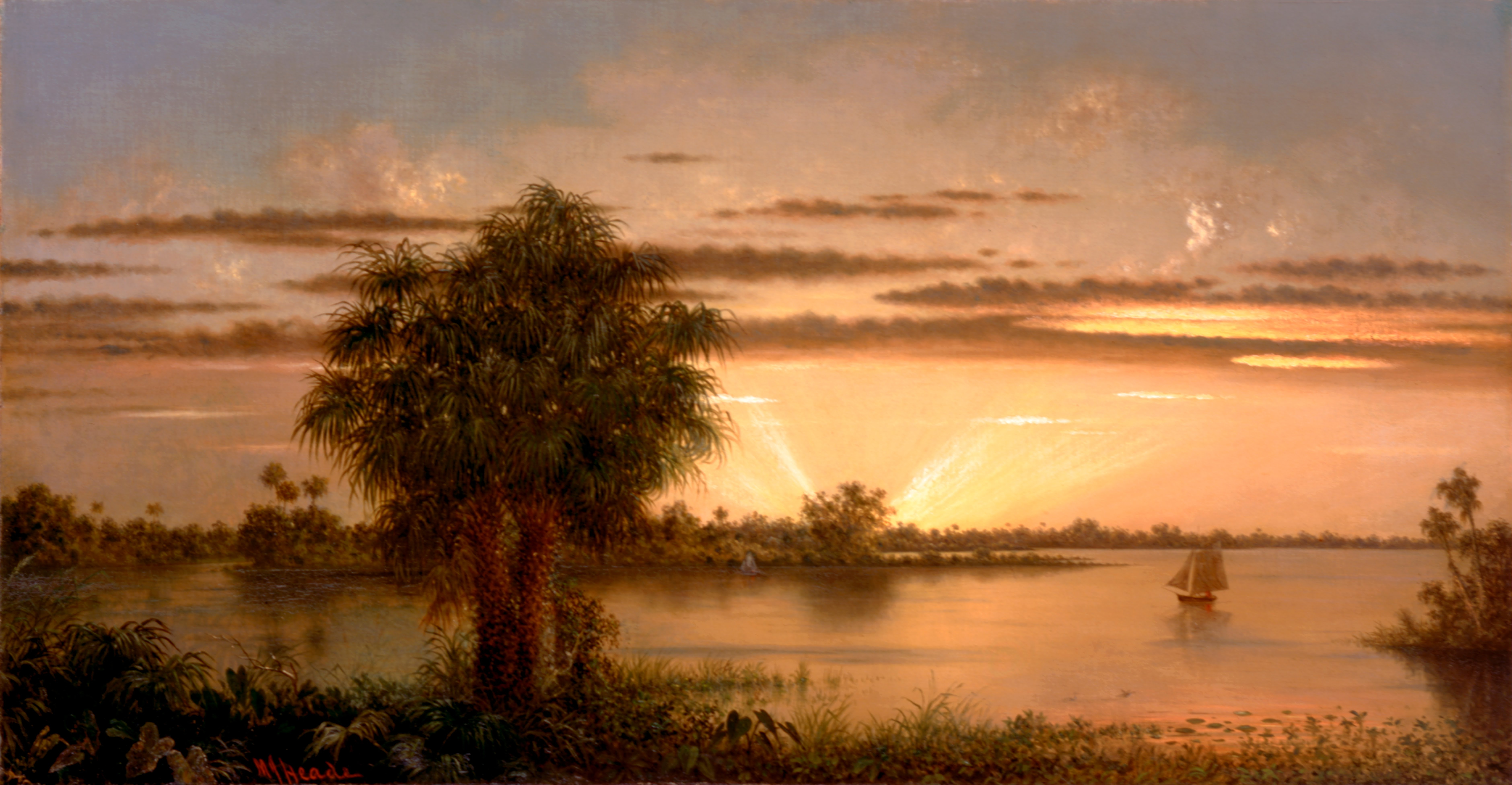
Aurora in Florida, di Martin Johnson Heade

Deriva dal latino aurōra (che vuol dire appunto "aurora"); etimologicamente, continua il latino arcaico ausosa, forse derivato dal sabino Ausel, nome di una divinità solare, o dal latino aurum, oro, comunque connesso alla radice indoeuropea *aus-, *aues "brillare", "far luce", da cui si forma anche il greco Ἠώς (Eōs), "aurora". Nella mitologia romana Aurora (corrispondente alla greca Eos) era una dea che si rinnovava ogni giorno all'alba e volava attraverso il cielo, annunciando l'arrivo della mattina. Significato simile, che richiama il sorgere del sole, è condiviso anche dai nomi Alba, Dawn, Agim, Anatolio, Rossana, Zora, Hajna e Aušra.
È usato come nome proprio di persona sin dal Rinascimento; secondo l'ISTAT è un nome di crescente popolarità tra le nuove nate in Italia nel XXI secolo, risultando tra i primi 10 per diffusione a partire dal 2005, fino ad arrivare al secondo posto nel 2015, 2016 e 2019, con una media di oltre 5.500 neonate all'anno con questo nome nel decennio 2011-2020..

## Onomastico
Il calendario dei santi della Chiesa cattolica, nella sua forma ordinaria del rito romano, non associa a nessun giorno una santa dal nome Aurora; l'onomastico si può eventualmente celebrare il 1º novembre, giorno di Tutti i Santi, come da tradizione per i nomi adespoti. 
Alcuni calendari riportano una "santa Aurora" il giorno 20 ottobre; la figura in questione, una santa mannese venerata insieme al santo vescovo Bradano, si chiama però Orora (o Crora). Il 7 dicembre si ricorda inoltre la beata Aurora Lopez Gonzalez, religiosa delle Serve di Maria ministre degli infermi martirizzata a Moncloa-Aravaca, ma come per tutti i beati il culto è limitato alla diocesi di appartenenza.

## Persone

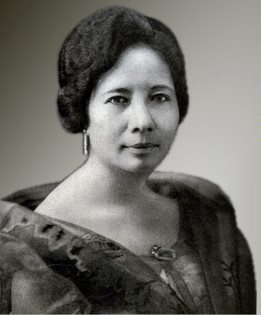
Aurora Quezón

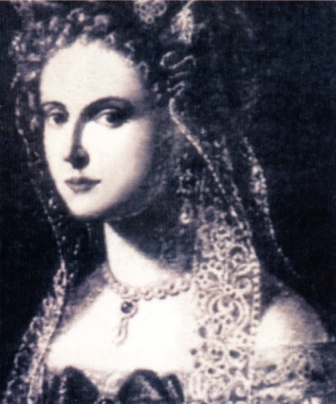
Aurora Sanseverino

- Aurora Aksnes, cantautrice norvegese
- Aurora Cancian, attrice e doppiatrice italiana
- Aurora Cossio, attrice colombiana
- Aurora Galli, calciatrice italiana
- Aurora Mardiganian, attrice e scrittrice armena naturalizzata statunitense
- Aurora Miranda, cantante e attrice brasiliana
- Aurora Quattrocchi, attrice italiana
- Aurora Quezón, first lady e infermiera filippina
- Aurora Perrineau, attrice statunitense
- Aurora Ruffino, attrice italiana
- Aurora Sanseverino, nobildonna, poetessa, e mecenate italiana
- Aurora Snow, attrice pornografica e regista statunitense
- Aurora von Königsmarck, religiosa tedesca

### Variante Aurore
- Aurore Clément, attrice francese
- Aurore Erguy, attrice francese
- Aurore Jéan, fondista francese
- Aurore Mongel, nuotatrice francese

## Il nome nelle arti
- Aurora è il nome della principessa della favola La bella addormentata, di cui nel 1697 Charles Perrault trascrisse una celebre versione. Tuttavia nella versione di Perrault Aurore è il nome della figlia della principessa; sarà invece Ciajkovskij nel balletto omonimo del 1890, a chiamare la principessa con questo nome. Nel 1959 la Disney ne trasse un notissimo lungometraggio di animazione, La bella addormentata nel bosco, in cui la principessa Aurora, figlia di Re Stefano, è anche chiamata Rosaspina.
- Aurora è un personaggio della serie animata Starzinger.
- Aurora è un personaggio dei fumetti Marvel Comics.
- Aurora è la protagonista della canzone Aurora Sogna dei Subsonica, tratta dall'album Microchip emozionale.
- Aurora del Valle è la protagonista del romanzo Ritratto in seppia di Isabel Allende.
- Aurora Leigh è un personaggio dell'omonimo poema scritto da Elizabeth Barrett Browning.
- Aurora è una canzone di Eros Ramazzotti, dedicata alla propria omonima figlia.